# Сам Рејберн (Тексас)
Сам Рејберн (енгл. Sam Rayburn) насељено је место без административног статуса у америчкој савезној држави Тексас.

## Демографија
По попису из 2010. године број становника је 1.181.
| Група             | 2000.    | 2010.         |
| Белци             | 0 (0,0%) | 1.054 (89,2%) |
| Афроамериканци    | 0 (0,0%) | 25 (2,1%)     |
| Азијати           | 0 (0,0%) | 6 (0,5%)      |
| Хиспаноамериканци | 0 (0,0%) | 69 (5,8%)     |
| Укупно            | 0        | 1.181         |